# Kistanje
Kistanje je općina u Hrvatskoj. Nalazi se u Šibensko-kninskoj županiji.

## Zemljopis
Općina Kistanje nalazi se na području Bukovice uz željezničku prugu Knin-Zadar i državnu cestu Knin-Benkovac, oko 25 km zapadno od Knina.

## Općinska naselja
Biovičino Selo, Đevrske, Gošić, Ivoševci, Kakanj, Kistanje, Kolašac, Krnjeuve, Modrino Selo, Nunić, Parčić, Smrdelje, Varivode, Zečevo

## Stanovništvo
Prema popisu stanovništva iz 2021. godine, općina Kistanje imala je 2650 stanovnika, raspoređenih u 14 naselja:
- Biovičino Selo – 133
- Đevrske – 175
- Gošić – 21
- Ivoševci – 251
- Kakanj – 33
- Kistanje – 1638
- Kolašac – 47
- Krnjeuve – 64
- Modrino Selo – 23
- Nunić – 89
- Parčić – 2
- Smrdelje – 90
- Varivode – 61
- Zečevo – 24

Većinsko stanovništvo su Srbi (51,9 %), dok su Hrvati, koji čine 47,1 % stanovništva općine, uglavnom doseljeni iz Janjeva na Kosovu, uz iznimku sela Nunića, gdje su Hrvati činili značajan dio stanovništva i prije Domovinskog rata. Ostali čine 1 % stanovništva općine.

### Nacionalni sastav, 2011.
- Srbi – 2166 (62,22)
- Hrvati – 1282 (36,83)
- Albanci – 10
- Makedonci – 2
- Mađari – 2
- Crnogorci – 1
- ostali – 12
- nepoznato – 6

### Nacionalni sastav, 2001.
- Srbi – 1736 (57,14)
- Hrvati – 1255 (41,31)
- Albanci – 5
- Makedonci – 3
- Crnogorci – 1
- Talijani – 1
- Mađari – 1
- ostali – 30
- nepoznato – 6

### Popisi stanovništva
Prvi popis stanovništva u Kistanjama proveden je 1857. godine.
- 1857. – 1304 stanovnika
- 1881. – 1329 stanovnika
- 1910. – 1400 stanovnika
- 1931. – 2353 stanovnika
- 1953. – 2310 stanovnika
- 1981. – 1976 stanovnika
- 1991. – 2046 stanovnika

| broj stanovnika | 5970  | 5929  | 6620  | 7432  | 8648  | 9175  | 10584 | 10579 | 10851 | 11236 | 10840 | 9947  | 8451  | 7816  | 3038  | 3481  | 2650  |
|                 | 1857. | 1869. | 1880. | 1890. | 1900. | 1910. | 1921. | 1931. | 1948. | 1953. | 1961. | 1971. | 1981. | 1991. | 2001. | 2011. | 2021. |

| broj stanovnika | 1333  | 1390  | 1466  | 1626  | 1876  | 2078  | 1965  | 2353  | 2247  | 2307  | 2246  | 2175  | 1976  | 2021  | 1752  | 1909  | 1638  |
|                 | 1857. | 1869. | 1880. | 1890. | 1900. | 1910. | 1921. | 1931. | 1948. | 1953. | 1961. | 1971. | 1981. | 1991. | 2001. | 2011. | 2021. |

## Povijest
Ime Kistanje se prvi put spominje 1408. godine kao Kyztane u nekom dokumentu na latinskom jeziku. Mjesto je nastalo u blizini ruševina rimskog logora (Burnum) i srednjovjekovne crkvice.
U srednjem vijeku nalazi se u sastavu župe Luka, a pripadala je knezovima Šubićima. U 16. stoljeću i u prvoj polovici 17. stoljeća palo je pod tursku upravu.
Prva općina osnovana je 1854. godine, a pošta godinu dana kasnije.
Škola u Kistanjama postoji od 1856. godine, a osnovana je kao pučka škola na narodnom jeziku, ostavština upravnika manastira Krka.
Kistanje su se od 1991. do 1995. godine nalazile pod srpskom okupacijom.

### Religija
Prva crkva i to katolička, crkva Svetog Nikole sagrađena je 1537. godine. U Kistanjama je 1636. zabilježeno 650 katolika. U lipnju 1691. doselilo se (u bijegu od Turaka) 40 obitelji istočnog obreda s 300 osoba. Godine 1888. sagrađena je crkva sv. Ćirila i Metodija, a 1894. godine na traženje službenika u državnoj upravi katoličke vjeroispovijedi sagrađena je katolička župna crkva Prikazanja Blažene Djevice Marije – Gospa od zdravlja, u narodu kasnije poznata kao "Luca". Blagoslovio ju je 1895., zadarski nadbiskup Grgur Rajčević. Tada je ustanovljena i župa.
U listopadu 2000. započeta je gradnja nove župne crkve i svetišta sv. Nikole, biskupa, zaštitnika Janjeva.

## Poznate osobe
- Josif Giuzeppe Modrić, književnik i putopisac
- Mirko Korolija, književnik
- Simo Dubajić, jugoslovenski partizanski časnik

## Spomenici i znamenitosti
- ostatci rimskog vojnog logora Burnum (Šupljaja) kod Ivoševaca
- crkva Gospe od Zdravlja u Kistanjama
- župna crkva svetog Nikole u Kistanjama
- pravoslavni samostan Krka
- pravoslavna crkva Svetog Ćirila i Metoda

## Obrazovanje
- Osnovna škola "Kistanje"

## Kultura
U Kistanjama djeluje Udruga mladih "Atlas" koja redovito organizira kulturna događanja kao što su predstave, predavanja, izložbe fotografija i sl. Aktivna je i udruga "Novo Janjevo" i Klapa "Zvono"
- Udruga mladih Atlas[8]
- Srpsko kulturno društvo "Prosvjeta"

## Šport
U Kistanjama je do 1995. godine djelovala NK Bukovica Kistanje, ali se nakon oslobodilačke operacije Oluja i vraćanja Kistanja pod hrvatsku vlast, klub gasi. Nakon većeg doseljavanja Hrvata, pretežito s Kosova, mještani osnivaju NK Janjevo kao uspomenu na mjesto iz kojeg su došli. Klub se danas natječe u 1. ŽNL Šibensko-kninske županije.

## Vanjske poveznice

### Sestrinski projekti
|  | Zajednički poslužitelj ima još gradiva o temi Kistanje |

### Mrežna sjedišta
- Službene stranice Općine Kistanje (hrv.)

|  | Portal Hrvatske – Pristup člancima s tematikom o Hrvatskoj. |